# Скарнафиђи
Скарнафиђи (итал. Scarnafigi) је насеље у Италији у округу Кунео, региону Пијемонт.
Према процени из 2011. у насељу је живело 1432 становника. Насеље се налази на надморској висини од 299 м.

## Становништво
Према резултатима пописа становништва 2011. у општини је живело 2.094 становника.
| 1931. | 1936. | 1951. | 1961. | 1971. | 1981. | 1991. | 2001. | 2011. |
| ----- | ----- | ----- | ----- | ----- | ----- | ----- | ----- | ----- |
| 2.591 | 2.500 | 2.465 | 2.151 | 1.935 | 1.839 | 1.771 | 1.910 | 2.094 |